# 夏清貽
夏 清貽（か せいい、1878年 – 1940年 〈民国29年〉 2月13日）は、中華民国の官僚。字は頌来、別号は頌莱、公奴。北京政府や中華民国臨時政府で各職を歴任した。

## 事績
清末に日本へ留学し、早稲田大学政治経済科を卒業した。帰国後の1915年（民国4年）7月2日、司法部江西高等検察庁書記官長に任命されるが、翌年3月20日に早くも辞職する。1920年（民国9年）10月2日に国務院秘書に任命され、1923年（民国12年）11月24日に印鋳局参事に改任された。1924年（民国13年）6月26日、中俄会議弁事処秘書に転じ、1927年（民国16年）7月30日、印鋳局参事に復任している。その後、張学良率いる東北辺防軍司令長官公署で秘書庁権要処主任などをつとめた。
王克敏らによる中華民国臨時政府創設に夏清貽も参加した。1938年（民国27年）1月1日、夏は振済部（総長：王揖唐）秘書長に任命され、3月4日、振済部農振事務局局長を兼任した。同年4月に実業部（総長：王蔭泰）が新設され、9月に振済部が廃止されると、農振事務局は実業部へと移籍することになる。そのため10月7日、夏は実業部合作局局長兼農振事務局局長に改めて任命された。
1940年（民国29年）2月13日、死去。享年63。

## 注
1. ↑  藤田編(1986)、38頁（原典：『南京新報』1940年2月20日）が後述する没年月日で享年「63」と記載していることに従う。尾崎監修(1940)、81頁は1876年生としている。
2. 1 2 3  藤田編(1986)、38頁（原典：『南京新報』1940年2月20日）。
3. 1 2  尾崎監修(1940)、81頁。
4. ↑  藤田編(1986)、38頁。
5. ↑  中華民国政府官職資料庫「姓名：夏清貽」
6. ↑  臨時政府令、民国27年1月1日（『政府公報』第1号、民国27年1月17日、臨時政府行政委員会公報処、16頁）。
7. ↑  劉ほか編(1995)、1022頁。
8. ↑  臨時政府令、令字第116号、民国27年3月4日（『政府公報』第9号、民国27年3月21日、臨時政府行政委員会公報処、無頁）。
9. ↑  臨時政府令、令字第281号及び第282号、民国27年10月7日（『政府公報』第39号、民国27年10月17日、臨時政府行政委員会公報処、1頁）。
10. ↑  劉ほか編(1995)、1024頁では、同年10月1日就任としている。